# Tipula (Triplicitipula) sylvicola
Tipula (Triplicitipula) sylvicola is een tweevleugelige uit de familie langpootmuggen (Tipulidae). De soort komt voor in het Nearctisch gebied.